# Turdina de Sierra Madre
La turdina de Sierra Madre (Robsonius thompsoni) és una espècie d'ocell de la família dels locustèl·lids (Locustellidae). És endèmic de la serralada de Sierra Madre, al nord-est de l'illa de Luzon, a les Filipines. Els seus hàbitats són els boscos tropicals i subtropicals de frondoses humits de les terres baixes i de l'estatge montà. El seu estat de conservació es considera de risc mínim.